# 高背項喉盤魚
高背項喉盤魚（學名：Derilissus altifrons），又稱阿氏頸滑喉盤魚為輻鰭魚綱喉盤魚目喉盤魚科的其中一種，分布於中美洲多米尼克海峽，棲息深度68-69公尺，本魚體細長，前部僅略凹陷，頭窄，吻短，側面近垂直，口下張，眼大，前鼻孔呈細長管狀，無鼻瓣，後鼻孔略呈管狀，上唇前寬，兩側窄，兩頜齒各一排，兩頜前方均有2顆尖銳的門齒，上唇前寬，兩側窄，兩頜齒各一排，兩頜前方均有2顆尖銳的門齒，背鰭軟條7枚、臀鰭軟條7枚、胸鰭鰭條26枚，腹鰭特化成吸盤，無鱗片，尾鰭圓形，體長可達1.7公分，棲息在沿海沙泥底質且海藻生長的水域，屬底棲性魚類，生活習性不明。

## 擴展閱讀
維基物種上的相關：高背項喉盤魚